# Buchnera lippioides
Buchnera lippioides là loài thực vật có hoa thuộc họ Cỏ chổi. Loài này được Vatke ex Engl. mô tả khoa học đầu tiên năm 1893.